# Базела (Бергамо)
Базела је насеље у Италији у округу Бергамо, региону Ломбардија.
Према процени из 2011. у насељу је живело 990 становника. Насеље се налази на надморској висини од 185 м.